# Öffentlicher Dienst
Der öffentliche Dienst (öD), umgangssprachlich auch Staatsdienst, ist das Tätigkeitsfeld der Beamten und weiterer aufgrund öffentlichen Rechts beschäftigter Personen (wie Richter, Soldaten und Rechtsreferendare), wie auch privatrechtlich angestellter Arbeitnehmer (Tarifbeschäftigter) von öffentlich-rechtlichen Körperschaften, Anstalten oder Stiftungen. Das Beschäftigungsverhältnis von im öffentlichen Dienst auf öffentlich-rechtlicher Grundlage tätigen Personen wird in Deutschland als Dienstverhältnis bezeichnet. Die öffentliche Verwaltung ist Teil des öffentlichen Dienstes. Er dient der Daseinsvorsorge.
Im weiteren Sinne gehört zum öffentlichen Dienst auch die Tätigkeit bei internationalen Organisationen wie der UNO. In einigen Ländern sind oder waren Ministerien für den öffentlichen Dienst als staatliche Stellen für die Angehörigen des öffentlichen Dienstes eingerichtet. Umstritten ist, inwieweit auch Staatsbetriebe zu diesem Bereich gehören.

## Volkswirtschaft
Der öffentliche Dienst entspricht dem Sektor O – Public administration and defense der International Standard Industrial Classification (ISIC) respektive 84/O Öffentliche Verwaltung; Verteidigung; Sozialversicherung der Statistischen Systematik der Wirtschaftszweige in der Europäischen Gemeinschaft (NACE Rev. 2, Schweiz: NOGA).
Er kann volkswirtschaftlich eine bedeutende Rolle spielen. Der Staat (in der Gesamtheit aller seiner Verwaltungsebenen) ist in manchen Ländern der größte Arbeitgeber.

## Nationales
- Öffentlicher Dienst (Deutschland)
- Öffentlicher Dienst (Österreich)
- Service public (Schweiz)